# Ruigeplaatbos
Het Ruigeplaatbos is een bos in de Rotterdamse deelgemeente Hoogvliet. Het Ruigeplaatbos uit 1958 ligt aan de Oude Maas en is 37,5 hectare groot.
Het Ruigeplaatbos dankt zijn naam aan een zandplaat in de Oude Maas. Het Ruigeplaatbos is aangelegd als een stadspark. Bij een storm in juni 1997 werd grote schade aangericht in het Ruigeplaatbos. Na deze storm werd besloten het beschadigde bos aan de natuur over te laten en het dode hout niet op te ruimen, waarna er een verscheidenheid aan bijzondere planten en dieren ontstonden. Voor Wereld Natuur Fonds was dat een reden om zich hierover te ontfermen. Het Ruigeplaatbos is inmiddels een samenwerkingsproject van het Zuid-Hollands Landschap, Deelgemeente Hoogvliet en Wereld Natuur Fonds. Sinds 2000 grazen Schotse hooglanders in het gebied. Het Ruigeplaatbos is wel toegankelijk gebleven. Het Ruigeplaatbos wordt ook wel het 'getijdenbos' en na 1997 ook wel het 'stormbos' genoemd.
Naast het Ruigeplaatbos bevindt zich de Heerlijkheid van Hoogvliet.